# گمینا چیسنا
گمینا چیسنا (به لهستانی:  Gmina Cisna) یک گمینا در لهستان است که در شهرستان لسکو واقع شده‌است. گمینا چیسنا ۲۸۶٫۸۹ کیلومتر مربع مساحت و ۱٬۶۶۹ نفر جمعیت دارد.